# Nikitin Glacier
Nikitin Glacier är en glaciär i Antarktis. Den ligger i Västantarktis. Chile och Storbritannien gör anspråk på området. Nikitin Glacier ligger 222 meter över havet.
Terrängen runt Nikitin Glacier är lite kuperad. Trakten är obefolkad. Det finns inga samhällen i närheten.